# Lu'ayy al-Atassi
Luʾayy al-Atāsī (in arabo لؤي الأتاسي‎?); Homs 1926 – Homs, 24 novembre 2003) è stato un generale e politico siriano, nonché Presidente della Repubblica di Siria dal 9 marzo al 27 luglio 1963.

## Biografia
Luʾayy al-Atāsī nacque a Homs, in seno alla nota famiglia al-Atāsī, un casato fortemente impegnato nella politica del suo Paese, e svolse i suoi studi nella Scuola Militare della sua città natale.
Combatté nella guerra arabo-israeliana del 1948 e divenne in seguito capo del Protocollo Militare sotto il governo di Hāshim al-Atāsī nel 1954. Luʾayy fu poi addetto militare nell'ambasciata siriana del Cairo, dove abbracciò gli ideali del nazionalismo arabo per l'influenza subita dal presidente egiziano Gamal Abd el-Nasser.
Atāsī era all'epoca favorevole alla creazione di uno Stato unitario tra Siria ed Egitto nella Repubblica Araba Unita (RAU), e criticò l'atteggiamento del generale Haydar al-Kuzbari che aveva spinto la Siria a sciogliere il patto unitario, in quella che resterà, con tutti i suoi limiti, una delle pochissime esperienze realmente panarabe. Dopo questo evento, divenne addetto militare siriano a Washington.
Fu convocato a Damasco per testimoniare contro alcuni nasseriani che cercavano di dar nuova vita alla fallita unione ma egli rifiutò di accondiscendere ai desiderata della corte e per questo dovette subire la pena detentiva per un intero anno.
L'8 marzo 1963, l'ala militare del partito Ba'th operò un colpo di Stato che portò alla sua scarcerazione e alla sua immediata designazione a Presidente del Consiglio nazionale rivoluzionario incaricato di esercitare ogni autorità esecutiva in Siria. Divenne Presidente della Repubblica, ma con poteri limitati, e si dimise quindi dalla suprema carica quattro mesi più tardi, il 27 luglio del 1963. Tornò allora a vivere a Homs per i quaranta anni seguenti, senza partecipare più alla vita politica e militare del suo Paese.